# Horsea
Horsea (japanski: タッツー Tattsū) jedan je od 1025 fiktivnih vrsta Pokémona iz medijske franšize Pokémon, skupa Pokémon videoigara, animiranih serija, manga stripova, knjiga, igraćih karata i drugih medija kojima je tvorac Satoshi Tajiri. Svrha je Horsea u videoigrama, animiranoj seriji i manga stripovima, kao i svrha ostalih Pokémona, borba s divljim Pokémonima – neukroćenim stvorenjima koje igrači i likovi pronalaze dok kreću na razne avanture – i pripitomljenim Pokémonima drugih Pokémon trenera.

## Etimologijaimena
Ime Horsea dolazi od izvrtanja sastavnih dijelova engleske riječi "seahorse" = morski konjic. 
Njegovo japansko ime, Tattsū, dolazi od japanskog horoskopskog znaka zmaja, 辰 tatsu.

## Pokédex podaci
- Pokémon Red/Blue: Poznat je po sposobnosti da s površine vode preciznim mlazovima tinte ruši kukce u letu.
- Pokémon Yellow: Ako osjeti opasnost, silovito će ispaliti mlaz vode ili posebnu vrstu tinte iz svojih usta.
- Pokémon Gold: Ako ga napadne veći neprijatelj, hitro će pobjeći vješto upravljajući leđnom perajom.
- Pokémon Silver: Njegova povećana leđna peraja hitro se pomiče, dopuštajući mu da pliva unatrag.
- Pokémon Crystal: Kada se nalaze na sigurnom mjestu, može ih se promatrati kako se zaigrano međusobno vješaju o repove.
- Pokémon Ruby: Horsea se hrani malim kukcima i mahovinom s kamenja. Ako oceanske struje postanu prebrze, ovaj se Pokémon usidri obuhvaćanjem kamena ili koralja svojim repom kako ga struje ne bi odnijele.
- Pokémon Sapphire: Ako Horsea osjeti opasnost, refleksivno će ispustiti gusti mlaz crne tinte iz usta, nakon čega će pokušati pobjeći. Ovaj Pokémon vješto pliva zamahujući leđnom perajom.
- Pokémon Emerald: Vješto zamahujući ležnom perajom, može se kretati u bilo kojem smjeru. Ispaljuje mlaz tinte ako osjeti opasnost.
- Pokémon FireRed: Održava ravnotežu koristeći svoj rep, koji je zavijen poput spirale. Sposoban je ispaljivati tintu iz usta.
- Pokémon LeafGreen: Poznat je po sposobnosti da s površine vode preciznim mlazovima tinte ruši kukce u letu.
- Pokémon Diamond/Pearl: Svija gnijezdo u sjeni koralja. Ako osjeti opasnost, ispaljuje mlaz mutne tinte, a zatim bježi.

## U videoigrama
Horsea se može pronaći u videoigrama Pokémon Red, Blue, Gold, Silver, Crystal, Ruby, Sapphire, Emerald, FireRed i LeafGreen, u svim slučajevima korištenjem ribičkog štapa na mnogim površinama vode.
Horsea posjeduje prosječne Defense, Special Attack i Speed statistike za Elementarnog Pokémona, što pomaže u njegovu treniranju do njegova razvoja u Seadru na 32. razini. Horsea je sposoban naučiti tehniku Hobozuke (Octazooka) kroz uzgajanje s Octilleryjem, te taj napad može prenijeti na svoje razvijene oblike. Divlji Horsea, kao i njegove evolucije, u divljini može držati Zmajevu ljusku (Dragon Scale), predmet koji Seadra mora držati pri razmjeni kako bi se mogla razviti u Kingdru.

## Tehnike
| Prirodne tehnike                    | Prirodne tehnike | Prirodne tehnike |
| ----------------------------------- | ---------------- | ---------------- |
| Tehnika                             | Vrsta tehnike    | Razina           |
| Mjehurići (Bubble)                  | Vodeni           |                  |
| Dimna zavjesa (SmokeScreen)         | Normalni         | 4                |
| Opaki pogled (Leer)                 | Normalni         | 8                |
| Vodeni pištolj (Water Gun)          | Vodeni           | 11               |
| Fokusiranje energije (Focus Energy) | Normalni         | 14               |
| Mjehurasti mlaz (Bubblebeam)        | Vodeni           | 18               |
| Okretnost (Agility)                 | Psihički         | 23               |
| Tornado (Twister)                   | Zmaj             | 26               |
| Slana voda (Brine)                  | Vodeni           | 30               |
| Vodena pumpa (Hydro Pump)           | Vodeni           | 35               |
| Zmajev ples (Dragon Dance)          | Zmaj             | 38               |
| Zmajev puls (Dragon Pulse)          | Zmaj             | 42               |

## Statistike
| HP:      | 30 |  |
| Attack:  | 40 |  |
| Defense: | 70 |  |
| Special: | 70 |  |
| SpAtk:   | 70 |  |
| SpDef:   | 25 |  |
| Speed:   | 60 |  |

Statistika Special korištena je samo tijekom prve generacije; kasnije je podijeljenja na Special Attack i Special Defense statistike.

## U animiranoj seriji
U Pokémon animiranoj seriji, Misty posjeduje Horsea, koji je jedan od njenih glavnih članova tima. Doduše, rijetko ga je koristila u borbi. U epizodi "The Misty Mermaid", Misty daje svog Horsea sestrama u dvorani grada Ceruleana. Ponovo se pojavljuje u Pokémon Kronikama kada Misty preuzme vođenje dvorane u gradu Ceruleanu, doduše, viđen je većinom tijekom vremena za hranjenje. 